# Grande Prêmio da Grã-Bretanha de Motovelocidade de 2010
O Grande Prêmio do Reino Unido de 2010 foi a quinta etapa da Temporada de MotoGP de 2010. Aconteceu entre os dias 18 e 20 de junho de 2010 em Silverstone. Foi a primeira corrida que Valentino Rossi perdeu desde sua estreia em 1996, devido a uma tíbia fraturada em Mugello no treino livre do GP anterior.
Jorge Lorenzo dominou a corrida da MotoGP, terminando quase sete segundos à frente do segundo colocado. Andrea Dovizioso ficou em segundo lugar, com Ben Spies passando Nicky Hayden pelo terceiro lugar na última volta para conseguir seu primeiro pódio na história da MotoGP, e Casey Stoner recuperou-se de um péssimo início que o deixou em último na primeira curva para terminar em quinto, à frente de Randy de Puniet.

## Classificação da MotoGP
| Pos                    | No | Piloto           | Construtor | Voltas | Tempo/Aband. | Grid | Pontos |
| ---------------------- | -- | ---------------- | ---------- | ------ | ------------ | ---- | ------ |
| 1                      | 99 | Jorge Lorenzo    | Yamaha     | 20     | 41:34.083    | 1    | 25     |
| 2                      | 4  | Andrea Dovizioso | Honda      | 20     | +6.743       | 4    | 20     |
| 3                      | 11 | Ben Spies        | Yamaha     | 20     | +7.097       | 7    | 16     |
| 4                      | 69 | Nicky Hayden     | Ducati     | 20     | +7.314       | 5    | 13     |
| 5                      | 27 | Casey Stoner     | Ducati     | 20     | +7.494       | 6    | 11     |
| 6                      | 14 | Randy de Puniet  | Honda      | 20     | +9.055       | 2    | 10     |
| 7                      | 58 | Marco Simoncelli | Honda      | 20     | +14.425      | 9    | 9      |
| 8                      | 26 | Dani Pedrosa     | Honda      | 20     | +15.313      | 3    | 8      |
| 9                      | 5  | Colin Edwards    | Yamaha     | 20     | +27.594      | 10   | 7      |
| 10                     | 41 | Aleix Espargaró  | Ducati     | 20     | +42.394      | 12   | 6      |
| 11                     | 40 | Héctor Barberá   | Ducati     | 20     | +43.365      | 11   | 5      |
| 12                     | 19 | Álvaro Bautista  | Suzuki     | 20     | +43.408      | 14   | 4      |
| 13                     | 36 | Mika Kallio      | Ducati     | 20     | +43.580      | 15   | 3      |
| Ret                    | 65 | Loris Capirossi  | Suzuki     | 13     | Acidente     | 13   |        |
| Ret                    | 33 | Marco Melandri   | Honda      | 0      | Acidente     | 8    |        |
| DNS                    | 7  | Hiroshi Aoyama   | Honda      | 0      | Não começou  |      |        |
| OFFICIAL MOTOGP REPORT |    |                  |            |        |              |      |        |

## Classificação da Moto2
| Pos                                    | No | Piloto              | Construtor  | Voltas | Tempo/Aband. | Grid | Pontos |
| -------------------------------------- | -- | ------------------- | ----------- | ------ | ------------ | ---- | ------ |
| 1                                      | 16 | Jules Cluzel        | Suter       | 18     | 39:19.472    | 2    | 25     |
| 2                                      | 12 | Thomas Lüthi        | Moriwaki    | 18     | +0.057       | 9    | 20     |
| 3                                      | 60 | Julián Simón        | Suter       | 18     | +0.322       | 4    | 16     |
| 4                                      | 45 | Scott Redding       | Suter       | 18     | +0.520       | 12   | 13     |
| 5                                      | 6  | Alex Debón          | FTR         | 18     | +5.271       | 17   | 11     |
| 6                                      | 48 | Shoya Tomizawa      | Suter       | 18     | +5.377       | 11   | 10     |
| 7                                      | 63 | Mike Di Meglio      | Suter       | 18     | +5.484       | 31   | 9      |
| 8                                      | 19 | Xavier Simeon       | Moriwaki    | 18     | +5.709       | 6    | 8      |
| 9                                      | 77 | Dominique Aegerter  | Suter       | 18     | +10.240      | 13   | 7      |
| 10                                     | 24 | Toni Elías          | Moriwaki    | 18     | +10.411      | 18   | 6      |
| 11                                     | 10 | Fonsi Nieto         | Moriwaki    | 18     | +10.701      | 10   | 5      |
| 12                                     | 29 | Andrea Iannone      | Speed Up    | 18     | +10.741      | 16   | 4      |
| 13                                     | 14 | Ratthapark Wilairot | Bimota      | 18     | +10.959      | 24   | 3      |
| 14                                     | 41 | Arne Tode           | Suter       | 18     | +16.062      | 8    | 2      |
| 15                                     | 40 | Sergio Gadea        | Pons Kalex  | 18     | +16.161      | 22   | 1      |
| 16                                     | 59 | Niccolò Canepa      | Force GP210 | 18     | +24.118      | 26   |        |
| 17                                     | 8  | Anthony West        | MZ-RE Honda | 18     | +29.563      | 33   |        |
| 18                                     | 72 | Yuki Takahashi      | Tech 3      | 18     | +29.952      | 38   |        |
| 19                                     | 61 | Vladimir Ivanov     | Moriwaki    | 18     | +30.218      | 34   |        |
| 20                                     | 52 | Lukáš Pešek         | Moriwaki    | 18     | +31.289      | 25   |        |
| 21                                     | 9  | Kenny Noyes         | Promoharris | 18     | +31.423      | 23   |        |
| 22                                     | 54 | Kevin Coghlan       | FTR         | 18     | +31.715      | 30   |        |
| 23                                     | 80 | Axel Pons           | Pons Kalex  | 18     | +31.819      | 20   |        |
| 24                                     | 44 | Roberto Rolfo       | Suter       | 18     | +35.447      | 27   |        |
| 25                                     | 76 | Bernat Martinez     | Bimota      | 18     | +35.851      | 28   |        |
| 26                                     | 53 | Valentin Debise     | ADV         | 18     | +42.924      | 39   |        |
| 27                                     | 39 | Robertino Pietri    | Suter       | 18     | +51.566      | 29   |        |
| 28                                     | 35 | Raffaele de Rosa    | Tech 3      | 18     | +56.529      | 36   |        |
| 29                                     | 21 | Vladimir Leonov     | Suter       | 18     | +58.361      | 40   |        |
| 30                                     | 71 | Claudio Corti       | Suter       | 18     | +1:18.671    | 1    |        |
| 31                                     | 5  | Joan Olivé          | Promoharris | 18     | +2:44.36*    | 35   |        |
| Ret                                    | 68 | Yonny Hernandez     | BQR-Moto2   | 17     | Acidente     | 5    |        |
| Ret                                    | 25 | Alex Baldolini      | ICP         | 17     | Colisão      | 7    |        |
| Ret                                    | 17 | Karel Abrahám       | FTR         | 17     | Colisão      | 14   |        |
| Ret                                    | 55 | Héctor Faubel       | Suter       | 17     | Acidente     | 32   |        |
| Ret                                    | 75 | Mattia Pasini       | MotoBi      | 16     | Abandonou    | 21   |        |
| Ret                                    | 2  | Gábor Talmácsi      | Speed Up    | 15     | Acidente     | 19   |        |
| Ret                                    | 96 | Anthony Delhalle    | BQR-Moto2   | 13     | Acidente     | 37   |        |
| Ret                                    | 3  | Simone Corsi        | MotoBi      | 1      | Colisão      | 15   |        |
| Ret                                    | 65 | Stefan Bradl        | Suter       | 1      | Colisão      | 3    |        |
| OFFICIAL MOTO2 REPORT[ligação inativa] |    |                     |             |        |              |      |        |

* Finished through pits

## Classificação da 125cc
| Pos                   | No | Piloto               | Construtor | Voltas | Tempo/Aband. | Grid | Pontos |
| --------------------- | -- | -------------------- | ---------- | ------ | ------------ | ---- | ------ |
| 1                     | 93 | Marc Márquez         | Derbi      | 17     | 38:12.837    | 1    | 25     |
| 2                     | 41 | Pol Espargaró        | Derbi      | 17     | +2.576       | 3    | 20     |
| 3                     | 38 | Bradley Smith        | Aprilia    | 17     | +13.446      | 2    | 16     |
| 4                     | 40 | Nicolás Terol        | Aprilia    | 17     | +17.117      | 4    | 13     |
| 5                     | 71 | Tomoyoshi Koyama     | Aprilia    | 17     | +35.641      | 7    | 11     |
| 6                     | 11 | Sandro Cortese       | Derbi      | 17     | +39.184      | 11   | 10     |
| 7                     | 35 | Randy Krummenacher   | Aprilia    | 17     | +39.258      | 10   | 9      |
| 8                     | 14 | Johann Zarco         | Aprilia    | 17     | +39.949      | 5    | 8      |
| 9                     | 12 | Esteve Rabat         | Aprilia    | 17     | +40.510      | 6    | 7      |
| 10                    | 99 | Danny Webb           | Aprilia    | 17     | +50.287      | 8    | 6      |
| 11                    | 7  | Efrén Vázquez        | Derbi      | 17     | +1:03.503    | 9    | 5      |
| 12                    | 23 | Alberto Moncayo      | Aprilia    | 17     | +1:04.065    | 12   | 4      |
| 13                    | 53 | Jasper Iwema         | Aprilia    | 17     | +1:07.148    | 14   | 3      |
| 14                    | 15 | Simone Grotzkyj      | Aprilia    | 17     | +1:07.591    | 15   | 2      |
| 15                    | 94 | Jonas Folger         | Aprilia    | 17     | +1:07.601    | 24   | 1      |
| 16                    | 26 | Adrián Martín        | Aprilia    | 17     | +1:08.045    | 17   |        |
| 17                    | 78 | Marcel Schrötter     | Honda      | 17     | +1:12.472    | 20   |        |
| 18                    | 50 | Sturla Fagerhaug     | Aprilia    | 17     | +1:16.933    | 16   |        |
| 19                    | 69 | Louis Rossi          | Aprilia    | 17     | +1:38.139    | 19   |        |
| 20                    | 84 | Jakub Kornfeil       | Aprilia    | 17     | +1:41.224    | 21   |        |
| 21                    | 32 | Lorenzo Savadori     | Aprilia    | 17     | +1'41.416    | 23   |        |
| 22                    | 60 | Michael Van Der Mark | Lambretta  | 17     | +1:42.313    | 25   |        |
| 23                    | 87 | Luca Marconi         | Aprilia    | 17     | +1:42.642    | 28   |        |
| 24                    | 75 | Deane Brown          | Honda      | 16     | +1 Lap       | 26   |        |
| Ret                   | 73 | Taylor Mackenzie     | Honda      | 16     | Abandonou    | 27   |        |
| Ret                   | 63 | Zulfahmi Khairuddin  | Aprilia    | 11     | Abandonou    | 22   |        |
| Ret                   | 52 | Danny Kent           | Honda      | 11     | Abandonou    | 29   |        |
| Ret                   | 74 | James Lodge          | Honda      | 8      | Abandonou    | 31   |        |
| Ret                   | 5  | Alexis Masbou        | Aprilia    | 5      | Abandonou    | 18   |        |
| Ret                   | 39 | Luis Salom           | Aprilia    | 4      | Acidente     | 13   |        |
| Ret                   | 72 | Marco Ravaioli       | Lambretta  | 4      | Abandonou    | 30   |        |
| OFFICIAL 125CC REPORT |    |                      |            |        |              |      |        |